# Windows 2.0
Windows 2.0 je 16-bitni Microsoft Windows operacijski sustav objavljen 9. prosinca 1987. i nasljednik je sustava Windows 1.0. S Windows 2.1x u 1998. godini, Windows 2.0 je nadopunjen s Windows/286 i Windows/386. Windows 2.0, Windows/286 i Windows/386 su zamijenjeni sustavom Windows 3.0 u svibnju 1990., al i dalje podržani od strane Microsoft-a 14 godina nakon objavljivanja (do 31. prosinca 2001.)

## Povijest

### Podrška aplikacija
Prve Windows inačice aplikacija Microsoft Word i Microsoft Excel su radile na Windows 2.0. Programi trećih strana (eng. third-party programi) su dakako povećali značaj sustava (neki programeri su nudili instalaciju Windows Runtime softvera, koji inače nije dolazio sa sustavom). Međutim, većina programera je pravila DOS inačice svojih aplikacija, jer su Windows korisnici bili većina njihovih kupaca.  
Sljedeće aplikacije su dostavljene sa sustavom Windows 2.0:
- CALC.EXE
- CALENDAR.EXE
- CARDFILE.EXE
- CLIPBRD.EXE
- CLOCK.EXE
- CONTROL.EXE
- CVTPAINT.EXE
- MSDOS.EXE
- NOTEPAD.EXE
- PAINT.EXE
- PIFEDIT.EXE
- REVERSI.EXE
- SPOOLER.EXE
- TERMINAL.EXE
- WRITE.EXE

### Pravni sukob s Apple-om
17. ožujka 1988. godine, Apple je podnio tužbu protiv Microsoft-a i Hewlett-Packard-a, tuživši ih da su prekršili autorska prava koja su pripadala Apple-u za njihov proizvod - Macintosh. Naveli su da je "izgled" zaštićen, te da je Microsoft prekršio prava koristeći iste ikone.

## Značajke
Windows 2.0 je omogućavao da se aplikacije preklapaju, za razliku od prošle inačice, koja to nije podržavala. Windows 2.0 je također pružao softisticiranije prečice i uveo je terminologiju za minimiziranje i maksimiziranje prozora.

## Zahtjevi sustava
|             | Minimalno:                          | Preporučeno:                    |
| ----------- | ----------------------------------- | ------------------------------- |
| CPU         | x86, 16 MHz                         | 286/ 386 (obje verzije), 16 MHz |
| RAM         | 512 kB                              | 1 ili 2 MB                      |
| Pogoni      | 2 floppy pogona (5 1/4" ili 3 1/2") | 2 floppy pogona i 6 MB HDD      |
| DOS inačica | 3.0                                 | 3.0 (do 5.0)                    |

## Vanjske poveznice
- GUIdebook: Windows 2.0 galerija  Arhivirana inačica izvorne stranice od 27. srpnja 2019. (Wayback Machine)
- ComputerHope.com: Povijest Microsoft Windows-a
- Microsoft-ov članak o detaljima svake inačice Windows-a